# Нарвські електростанції
59°21′12″ пн. ш. 28°07′22″ сх. д. / 59.35333334° пн. ш. 28.12277779° сх. д.
Нарвські електростанції (естон. Narva Elektrijaamad) — це електрогенеруючий комплекс у та поблизу Нарви в Естонії, поблизу кордону з Ленінградською областю Росії. Комплекс складається з двох найбільших у світі теплових електростанцій, що працюють на горючих сланцях, Естонської електростанції (Eesti Elektrijaam) і Балтської електростанції (Balti Elektrijaam). У 2007 році Нарвські електростанції виробляли близько 95% загального виробництва електроенергії в Естонії.  Комплекс належить і управляється AS Narva Elektrijaamad, дочірньою компанією Eesti Energia.